# Мис Април (филм, 1958)
„Мис Април“ (на шведски: Fröken April) е шведска романтична комедия от 1958 година с участието на Гунар Бьорнстранд.

## Сюжет
Банкерът Маркус (Гунар Бьорнстранд) се влюбва в младата балерина Май (Лена Сьодерблом), която работи в операта. За да може да я среща по-често, той приема работа там, но Май е влюбена в голямата звезда на операта Освалд Берг (Ярл Куле). Опитвайки се да привлече вниманието на Освалд към себе си, Май моли Маркус да се преструват на влюбени един в друг...

## В ролите
- Гунар Бьорнстранд като Маркус Арвидсон
- Лена Сьодерблом като Май Бергман
- Ярл Куле като Освалд Берг
- Габи Стенберг като Вера Стенберг
- Дъглас Хаге като хормайстора
- Хьордис Петерсон като госпожа Берг
- Мег Вестергрен като Анна
- Лена Мадсен като Сири
- Олоф Сандборг като ръководителя на операта
- Сиф Рууд като госпожа Нилсон
- Биргита Валберг като госпожица Холм, секретарката
- Пер Оскарсон като Сверкер Ек
- Свен Холмберг като Малмняс
- Бьорн Густафсон като директора на операта
- Георг Скарстедт като помощник-режисьора
- Бенгт Еклунд като Хинк
- Бьорие Мелвиг като прокурора
- Ханс Страат като Баеке
- Торд Стал като съдията
- Курт Бендикс като диригента

## Номинации
- Номинация за Златна палма за най-добър филм от Международния кинофестивал в Кан, Франция през 1959 година.[2]